# Juliette Chappey
Pour les articles homonymes, voir Chappey.
Juliette Chappey,  née le 10 janvier 2000 à Paris, est une actrice française. Elle est notamment connue pour avoir joué Léonie Gratin, une élève surdouée, dans les deux premiers films adaptés de la bande dessinée L'Élève Ducobu.

## Biographie
Juliette Chappey est devenue actrice grâce à son père qui l'a inscrite dans une agence de casting. Celle-ci obtiendra le rôle de Louise de Drôle de famille ainsi que de Marguerite dans L'Âge de raison et Léonie Gratin dans les deux premiers films de la pentalogie L'Élève Ducobu.
Juliette a une sœur jumelle nommée Fanny, qui a également joué dans Black Out, et une grande sœur appelée Pauline qui elle a joué dans Nos chers voisins.

## Filmographie

### Cinéma
- 2010 : L'Âge de raison de Yann Samuell : Marguerite Jeune
- 2011 : L'Élève Ducobu de Philippe de Chauveron : Léonie Gratin
- 2012 : Les Vacances de Ducobu de Philippe de Chauveron : Léonie Gratin
- 2020 : Ducobu 3 de Élie Semoun : Anaïs, l'apparitrice du concours de téléréalité « le mini conservatoire »

### Télévision

#### Séries
- 2009 : Drôle de famille ! de Stéphane Clavier : Louise
- 2025 : Capitaine Marleau de Josée Dayan : Zoé (saison 4, épisode 14)

#### Émissions
- 2012 : Fort Boyard